# Musikjahr 1826
Liste der Musikjahre

◄◄ | ◄ | 1822 | 1823 | 1824 | 1825 | Musikjahr 1826 | 1827 | 1828 | 1829 | 1830 | ► | ►►

Weitere Ereignisse
Dieser Artikel behandelt das Musikjahr 1826.

## Ereignisse
- 19. März: In Genua wird der Grundstein für das Teatro Carlo Felice gelegt.
- Der englische Orgelbauer John Abbey geht nach Frankreich und stellt im Auftrag des Klavierbauers Sébastien Érard Orgeln her.[1]

## Instrumental und Vokalmusik (Auswahl)
- Ludwig van Beethoven: 13. Streichquartett B-Dur op. 130; 14. Streichquartett cis-Moll op. 131; 16. Streichquartett F-Dur op. 135; Die Große Fuge op. 133
- Ferdinand Ries: Sonate für Klavier zu zwei Händen As-Dur op. 141; Gruß an den Rhein, Konzert Nr. 8 für Pianoforte und Orchester As-Dur op. 151
- Friedrich Ernst Fesca: Andante und Rondo für Horn und Orchester F-Dur op. 39; Ouvertüre D-Dur op. 41; Ouvertüre C-Dur op. 43; Flötenquartett F-Dur op. 40; Italienische Szene für Sopran und Orchester op. 33
- Franz Liszt: Études d’exécution transcendante Erste Fassung.
- Felix Mendelssohn Bartholdy: Ouvertüre zum späteren Bühnenstück Ein Sommernachtstraum; Ouvertüre C-Dur op. 101 MWV P2, Trompetenouvertüre, Erste Fassung
- Franz Schubert: Sonate G-Dur, D 894; Militärmarsch
- Johann Strauss (Vater): Täuberln-Walzer op. 1; Döblinger Reunion-Walzer op. 2 (die ersten beiden Walzer des Komponisten)

Gaetano Donizetti – Elvida – Titelseite des Librettos, Neapel 1826

## Musiktheater
- 07. Januar: Uraufführung der Oper Alahor in Granata von Gaetano Donizetti im Teatro Carolino, Palermo
- 20. Januar: Uraufführung der Oper Bianca di Messina von Nicola Vaccai in Turin
- 02. Februar: Uraufführung der Oper Dráteník von František Škroup nach einem Libretto des Dichters und Übersetzers Josef Krasoslav Chmelenský im Prager Ständetheater
- 04. Februar: Uraufführung der Oper Il paria von Michele Carafa in Venedig
- 21. Februar: Die Uraufführung der Oper Caritea, Regina di Spagna von Saverio Mercadante erfolgt am Teatro La Fenice in Venedig.
- 12. April: Im Londoner Royal Opera House kommt Carl Maria von Webers Oper Oberon unter der Leitung des Komponisten zur Uraufführung. Das Libretto stammt von James Planché nach dem romantischen Heldenmärchen von Christoph Martin Wieland. Es ist die letzte Oper Webers, der wenige Wochen nach der Uraufführung an Tuberkulose verstirbt.
- 30. Mai: Die Uraufführung der Oper Bianca e Fernando von Vincenzo Bellini am Teatro San Carlo in Neapel statt. Das Libretto stammt von Domenico Gilardoni. Der bei der Uraufführung anwesende Gaetano Donizetti äußert sich sehr positiv über das Werk.
- 11. Juni: Uraufführung der Oper Don Gregorio von Gaetano Donizetti im Teatro Nuovo, Neapel. Dabei handelt es sich um eine revidierte Fassung der Oper L’ajo nell’imbarazzo aus dem Jahr 1824.
- 27. Juni: Uraufführung des Singspiels Die lustige Werbung von Conradin Kreutzer im Theater in der Josefstadt in Wien
- 06. Juli: Uraufführung der Oper Elvida von Gaetano Donizetti im Teatro San Carlo, Neapel
- 25. Juli: Die heroisch-komische Oper Rolands Knappen von Heinrich Dorn wird in Berlin uraufgeführt.
- 16. August: Uraufführung der Oper Il precipizio, o Le fucine di Norvegia von Nicola Vaccai in Mailand (Scala)
- 15. September: Uraufführung der Oper Ivanhoé von Gioachino Rossini im Théâtre de l’Europe in Paris.
- 09. Oktober: An der Académie Royale de Musique in Paris wird die Oper Le siège de Corinthe von Gioachino Rossini uraufgeführt. Das Libretto stammt von Luigi Balocchi und Alexandre Soumet. Die literarische Vorlage ist Maometto II, eine frühere erfolglose Oper des Komponisten. Das Stück, das den Zeitgeist der griechischen Unabhängigkeitsbewegung trifft, wird zu einem großen Erfolg, der jahrelang anhält.

## Weitere Werke
- Louis Spohr: Die letzten Dinge (Oratorium)
- Saverio Mercadante: Caritea, regina di Spagna (Donna Caritea), ossia La morte di Don Alfonso re di Portogallo (Oper)
- Gaetano Donizetti: Gabriella di Vergy (Oper) 1826 komponiert aber die Uraufführung fand erst am 29. November 1869 in einer stark veränderten Fassung in Neapel statt.
- Ferdinand Hérold: Almédon ou le monde renversé später umbenannt in Marie (Oper)
- Heinrich Dorn: Die Rolands Knappen, heroisch-komische Oper in zwei Akten, op. 1

## Geboren

### Geburtsdatum gesichert
- 12. Januar: Alfred Deléhelle, französischer Komponist († 1893)
- 18. Januar: Joseph-Henri Altès, französischer Flötist und Komponist († 1895)
- 02. Februar: Napoléon Alkan, französischer Komponist und Musikpädagoge († 1906)
- 14. Februar: Charles-Gustave Smith, kanadischer Organist, Komponist, Maler und Musikpädagoge († 1896)
- 16. Februar: Franz von Holstein, deutscher Komponist († 1878)
- 06. März: Marietta Alboni, Opernsängerin († 1894)
- 21. März: Jesús de Monasterio, spanischer Geiger, Komponist, Dirigent und Musikpädagoge († 1903)
- 23. März: Léon Minkus, österreichischer Ballettkomponist († 1917)
- 03. April: Vincent Adler, ungarischer Komponist und Pianist († 1871)
- 07. April: Hermann Berens, deutscher Pianist und Komponist († 1880)
- 21. Mai: Lucien Dautresme, französischer Politiker, Komponist und Unternehmer († 1892)
- 23. Mai: Kaspar Eisenkolb, rumäniendeutscher Komponist († 1913)

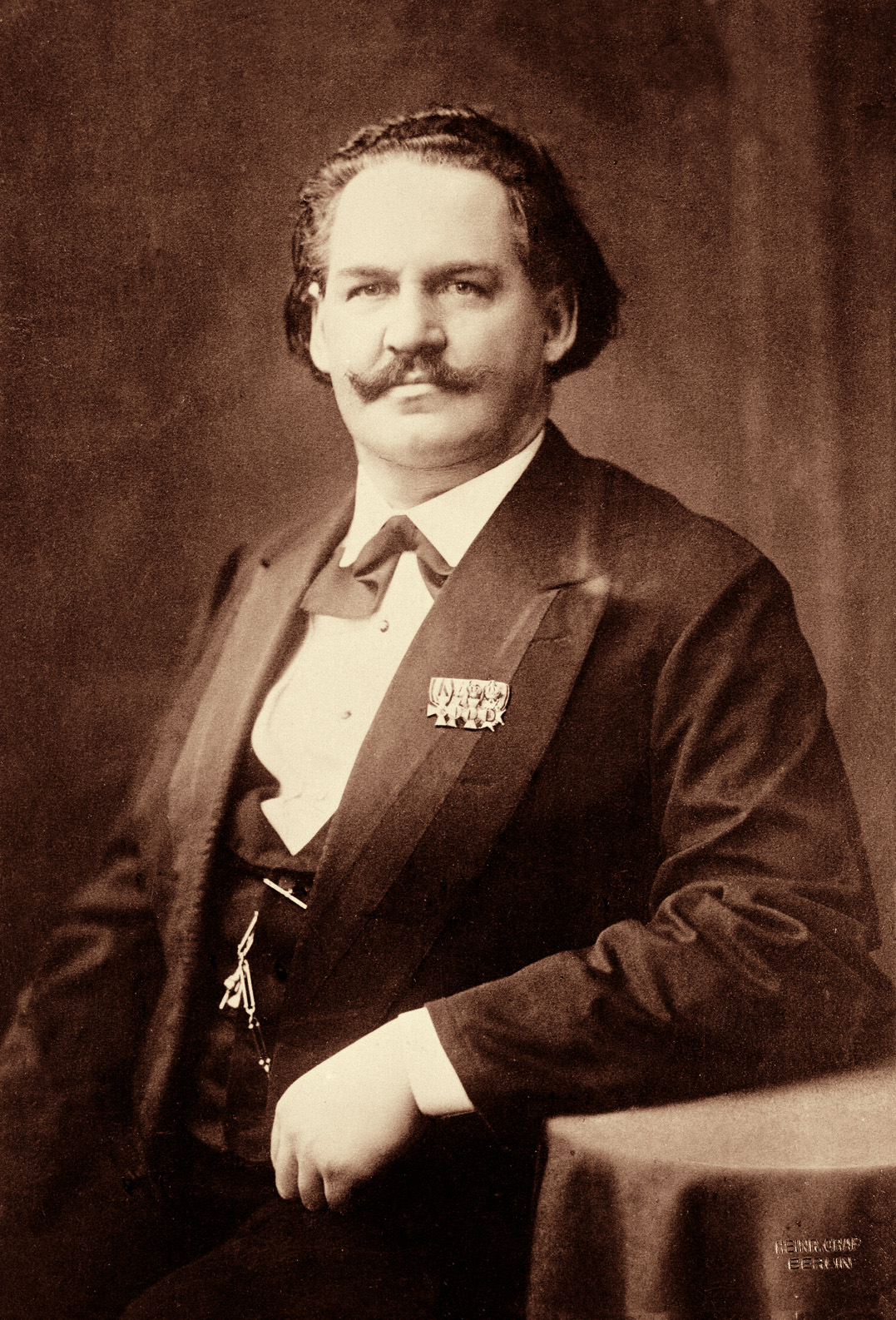
Carl Bechstein; * 1. Juni

- 01. Juni: Carl Bechstein, deutscher Klavierbauer († 1900)
- 03. Juni: Charles Steggall, britischer Organist und Komponist († 1905)
- 15. Juni: Josef Pischna, böhmischer Pianist und Komponist († 1896)
- 24. Juni: Theodor Formes, deutscher Opernsänger (Tenor) († 1874)
- 08. Juli: Friedrich Chrysander, deutscher Musikwissenschaftler († 1901)

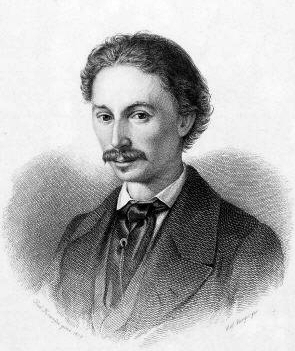
Julius Stockhausen; * 22. Juli

- 22. Juli: Julius Stockhausen, deutscher Sänger, Gesangspädagoge und Dirigent († 1906)
- 04. August: Johann Jakob Nater, Schweizer Komponist, Organist und Dirigent († 1906)
- 08. August: Charles Galibert, französischer Komponist († 1858)
- 09. August: Karl Wilhelm Julius Werkenthin, deutscher Schauspieler, Sänger und Regisseur († 1887)
- 13. August: William Thomas Best, englischer Organist († 1897)
- 14. August: Eusebio Lillo, chilenischer Dichter, Liedtexte, Journalist und Politiker († 1910)
- 22. August: Robert Keil, deutscher Jurist, Schriftsteller und Liedtexter († 1894)
- 02. September: Anton Seifert, österreichischer Kapellmeister und Komponist († 1873)
- 03. September: Wilhelm Speidel, deutscher Komponist, Pianist und Hochschullehrer († 1899)
- 08. September: Disma Fumagalli, italienischer Komponist und Musikpädagoge († 1893)
- 12. September: Richard Pohl, Komponist und Musikschriftsteller († 1896)
- 21. Oktober: Sophie Förster, deutsche Opern-, Konzert- und Bühnensängerin († 1899)
- 17. Dezember: Johann Deutschmann, österreichischer Orgelbauer († 1886)
- 21. Dezember: Tomás León, mexikanischer Komponist und Pianist († 1893)
- 31. Dezember: Henry Hiles, englischer Komponist, Organist und Musikpädagoge († 1904)

### Genaues Geburtsdatum unbekannt
- Juan Cansino y Antolínez, spanischer Organist, Pianist, Komponist und Musikpädagoge († 1897)
- Augustus Frederick Lehmann, britisch-deutscher Geschäftsmann und Stahlfabrikant, Violinist, und Politiker († 1891)
- Anton Tausz, österreichischer Orgelbauer († 1903)

## Gestorben

### Todesdatum gesichert
- 17. Januar: Juan Crisóstomo de Arriaga, spanischer Violinist und Komponist (* 1806)
- 24. März: Jakob Haibel, österreichischer Komponist, Sänger (Tenor) und Chorregent (* 1762)
- 30. März: Gaetano Gioia, italienischer Tänzer und Choreograf (* 1764)
- 13. April: Franz Danzi, deutscher Komponist (* 1763)
- 06. Mai: Rosalie Levasseur, französische Sopranistin und Opernsängerin (* 1749)
- 24. Mai: Friedrich Ernst Fesca, deutscher Komponist (* 1789)

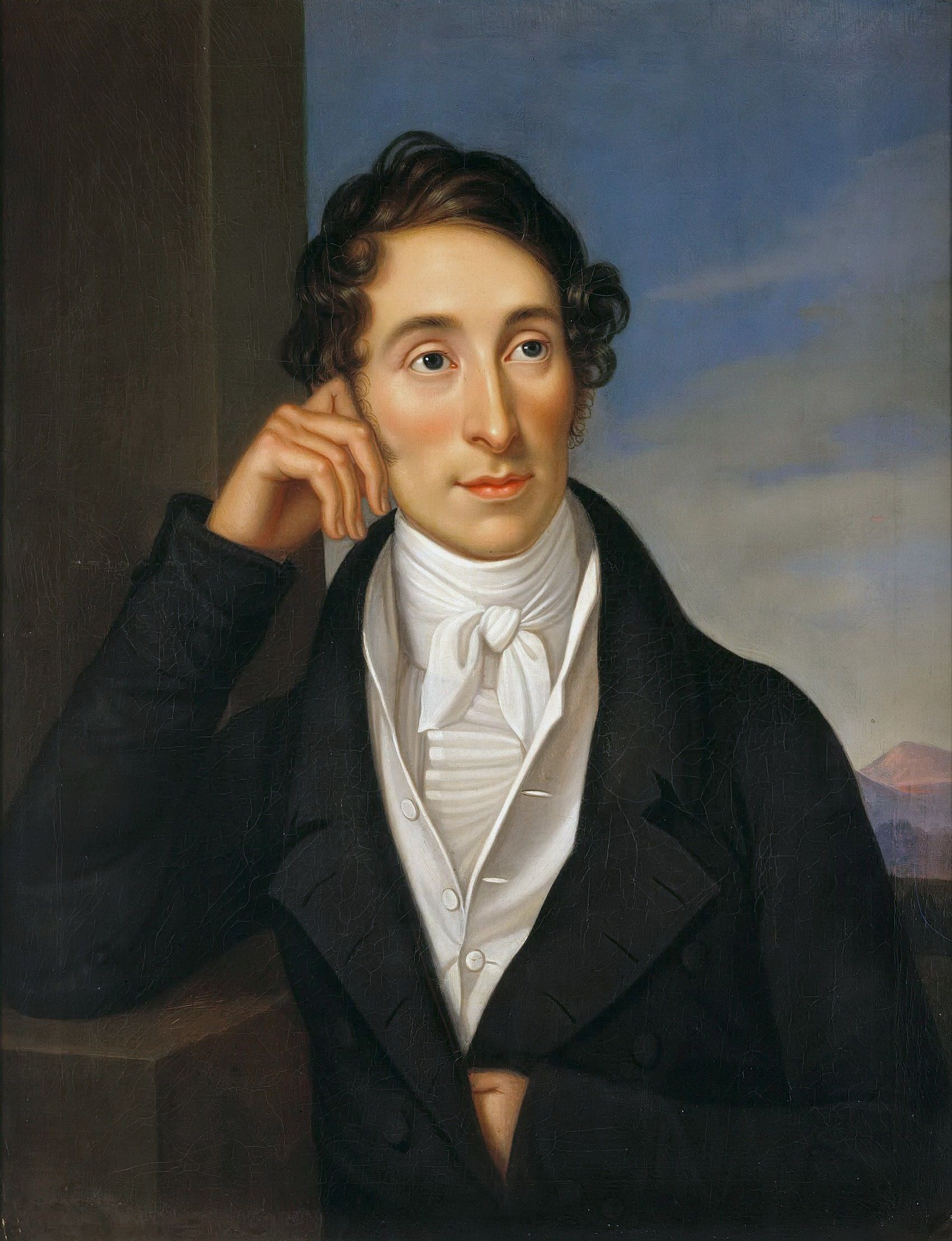
Carl Maria von Weber; † 5. Juni

- 05. Juni: Carl Maria von Weber, deutscher Komponist (* 1786)
- 17. Juli: Joseph Graetz, deutscher Organist, Komponist und Musiklehrer (* 1760)
- 30. Juli: Julie Zucker, deutsche Schauspielerin und Sängerin am Dresdner Hoftheater (* 1795)
- 09. September: Friedrich Deutschmann, österreichischer Erfinder, Orgelbauer, Klavierbauer (* 1768)
- 24. September: Friedrich Haberkorn, deutscher Sänger, Schauspieler und Theaterdirektor (* um 1780)
- 19. Oktober: Antonio Nava, italienischer Gitarrist, Komponist und Musikpädagoge (* um 1755 oder 1775)
- 22. November: Pavel Mašek, tschechischer Komponist (* 1761)
- 10. Dezember: Benedikt Schak, österreichischer Tenor und Komponist (* 1758)

### Genaues Todesdatum unbekannt
- Christoph Heinrich Girbert, deutscher Musiker und Musikpädagoge (* 1751)